# Mad Magic

Mad Magic fut une revue française publiée par Michel Hatte, consacrée à l'illusionnisme et créée par Jean Merlin (auteur) et James Hodges (illustrateur). Elle est parue de 1976 à 1985.

## Accueil
Les premiers numéros de Mad Magic, comprenant de nombreux dessins de nus, furent un choc pour les prestidigitateurs traditionnels et marquèrent durablement le milieu de l'illusionnisme français.

## Numéros
Liste exhaustive :
- 1 - the first one
- 2 - naissance d'Onésime Laboum
- 3 - close-up/new wave
- 4 - la calculatrice du magicien
- 5 - une cigarette pour  Bloom
- 6 - baby-magic
- 7 - tous maîtres magiciens
- 8 - magie de scène n° 1
- 9 - Mad Magic and friends
- 10 - la magie de Doug Henning
- 11 - la parole aux experts
- 12 - la zig-zag à mezig
- 13 - routines à gogo
- 14 - spécial  Goshman
- 15 - la zombie de Pierre Switon
- 16 - la magie originale de Flip
- 17 - les tours d'Onésime Laboum
- 18 - spécial Ludow
- 19 - spécial pochette d'allumettes
- 20 - spécial Shigeo Takagi
- 21 - numéro courrier
- 22 - spécial mentalisme n°1
- 23 - spécial électronique
- 24 - arbres de Noël n°1
- 25 - my personnal routine of balles éponges
- 26 - magicocktail
- 27 - spécial Phil Goldstein
- 28 - spécial cartomagie
- 29 - spécial Christian Fechner
- 30 - spécial Slydini
- 31 - spécial Fred Kaps
- 32 - les copains d'abord
- 33 - arbres de Noël n°2
- 34 - magie variée
- 35 - la guerre des étoiles
- 36 - un tour par page
- 37 - spécial bricolage
- 38 - magie magie !
- 39 - spécial pognon
- 40 - gobelet de scène
- 41 - back to back
- 42 - John Cornelius' magic
- 43 - magie choisie
- 44 - spécial boîte Okito
- 45 - spécial Christian Chelman
- 46 - spécial Vergas
- 47 - mentalisme n°3
- 48 - arbres de noël n°3
- 49 - tours farfelus
- 50 - tricheries malhonnêtes
- 51 - nos lecteurs ont du talent
- 52 - livre à forcer
- 53 - la cravate coupée et raccommodée
- 54 - the very last one

+ N° spécial Congrès Arcachon FFAP 2006

## Réédition
C. C. Editions ont réédité l'intégrale de Mad Magic en 5 tomes :
- 2006 : Mad magic T1 - N° 1 à 14  - C.C. éditions, 300 p.
- 2007 : Mad magic T2 - N° 15 à 26 - C.C. éditions, 300 p.
- 2008 : Mad magic T3 - N° 27 à 37 - C.C. éditions, 296 p.
- 2009 : Mad magic T4 - N° 38 à 48 - C.C. éditions
- 2010 : Mad magic T5 - N° 49 à 54 (+ suppléments) - C.C. éditions

## Sources
- Liste sur le site officiel de James Hodges